# Marc Giner Giner
Marc Giner Giner (Murla, 1998) és un pilotaire valencià, conegut com Giner. Professional com a jugador d'escala i corda en la posició d'escalater o rest, tot i començar a jugar en l'àmbit amateur a la modalitat de llargues de la que el seu pare, Jan de Murla, fou un referent i membre de la selecció valenciana de Pilota.
Marc Giner comença la seua carrera professional l'any 2017 aconseguint el campionat del Trofeu Diputació d'Alacant per equips, títol que repetirà a les edicions de 2020 i 2021. L'any 2021 va disputar la final de la Lliga Caixabank formant equip amb Pere i Álvaro Gimeno perdent davant el trio de De la Vega, Javi i Carlos.

## Palmarés
| A.   | Competicions                         |             | Modalitat      | Mitger                   | Punter                   | Adversaris                   |
| ---- | ------------------------------------ | ----------- | -------------- | ------------------------ | ------------------------ | ---------------------------- |
| 2022 | XXXI Lliga Caixabank                 | subcampions | escala         | Tomàs II                 | Héctor                   | Puchol II, Santi i Carlos    |
| 2021 | XXX Lliga CaixaBank d'Escala i Corda | Subcampions | Escala i Corda | Pere                     | Álvaro Gimeno            | De la Vega, Javi i Carlos    |
| 2017 | Trofeu Masymas d'Escala i Corda      | Campions    | Escala i Corda | Félix                    | Tomàs II                 | Soro III i Jesús             |
| 2017 | Trofeu Diputació d'Alacant           | Campions    | Escala i Corda | Pere                     | Carlos                   | Genovés II i Santi           |
| 2020 | Trofeu Diputació d'Alacant           | Campions    | Escala i Corda | Tomàs II                 |                          | Genovés II i Jesús           |
| 2021 | Trofeu Diputació d'Alacant           | Campions    | Escala i Corda | Conillet                 |                          | Salva Palau i Félix          |
| 2018 | Trofeu Vicent Pérez Devesa           | Subcampió   | Escala i Corda | Santi                    |                          | Pere Roc II i Héctor         |
| 2021 | Trofeu de Dénia                      | Campions    | Escala i Corda | Santi                    |                          | Marc i Félix                 |
| 2021 | Trofeu Mestres - Ciutat de València  | Campions    | Escala i Corda | Nacho                    | Hilari                   | Marc, Pere i Álvaro Gimeno   |
| 2016 | Lliga a Llargues d'Alacant           | Campions    | Llargues       | Club Pilotari de Parcent | Club Pilotari de Parcent | Club Pilotari de Benimagrell |